# Blatonita
La blatonita és un mineral de la classe dels carbonats. Va rebre el seu nom l'any 1998 per R. Vochten i Michel Deliens en honor del Dr. Norbert Blaton (1945-), cristal·lògraf de la Universitat de Lovaina, Bèlgica, un especialista en l'estructura cristal·lina dels minerals d'urani.

## Característiques
La blatonita és un carbonat de fórmula química (UO₂)CO₃·H₂O. Cristal·litza en el sistema hexagonal en forma de cristalls aciculars distorsionats, normalment asbestiforme, d'aproximadament 1 mil·límetre. La seva duresa a l'escala de Mohs es troba entre 2 i 3.
Segons la classificació de Nickel-Strunz, la blatonita pertany a «05.EB - Uranil carbonats, amb proporció UO₂:CO₃ = 1:1» juntament amb els següents minerals: rutherfordina, joliotita i bijvoetita-(Y).

## Formació i jaciments
És un mineral secundari que es troba en dipòsits d'urani. Sol trobar-se associada a altres minerals com: guix, boltwoodita, coconinoïta, metazeunerita, rutherfordina, atzurita, brochantita, carbonatocianotriquita, malaquita, smithsonita mangànica. Va ser descoberta a la mina Jomac, al White Canyon, comtat de San Juan (Utah, Estats Units). També ha estat descrita a la mina Plavno (Bohèmia, República Txeca).